# MC2
MC2 (Marvel Comics 2) is de verzamelnaam van een aantal stripseries van Marvel Comics die zich afspelen in een ander fictief universum dan de meeste Marvel-strips. De reeks is ontstaan uit What If? #105, waarin voor het eerst het personage Spider-Girl, Spider-Mans dochter, te zien was.

## Publicatiegeschiedenis
Het MC2 Universum werd bedacht door schrijver/redacteur Tom DeFalco als een mogelijke toekomst voor het Marvel Universum. De verhalen uit MC2 spelen zich ongeveer 15 jaar in de toekomst af. Het doel van de reeks was om een serie strips te maken die een groter publiek zouden aanspreken dan Marvels huidige series.
Drie MC2-titels werden gelanceerd in oktober 1998 als 12-delige miniseries
- Spider-Girl, met in de hoofdrol de dochter van Spider-Man.
- A-Next, over een nieuw team van Avengers
- J2, over de zoon van de Juggernaut; een heldhaftige tiener.

A-Next en J2 stopten na hun 12 delen en weren opgevolgd door:
- Fantastic Five, over een toekomstige Fantastic Four.
- Wild Thing, over de dochter van Wolverine en Elektra Natchios.

Spider-Girl was succesvol genoeg om na de oorspronkelijke 12 delen te worden voortgezet. Door ene mislukte deal met K-Mart en Target werden zowel Fantastic Five als Wild Thing na 5 delen stopgezet. Daarmee is Spider-Girl nu de enige strip in de MC2 reeks die nog wordt gepubliceerd. Er werden een paar spin-off-miniseries gelanceerd gedurende de productie van Spider-Girl, zoals DarkDevil en Spider-Girl Presents The Buzz.
Een vijfdelige miniserie getiteld Last Hero Standing werd ook uitgebracht in de MC2-reeks, gevolgd door Last Planet Standing. Deze series waren bedoeld om de losse eindjes uit de MC2-reeks aan elkaar te knopen, waarna de reeks zou worden gestopt. Als gevolg hiervan zou Spider-Girl moeten stoppen na deel 100. Door druk van DeFalco en fans kwam Marvel terug op deze beslissing.

## Verschillen met Earth-616
Het MC2 universum wordt ook wel Earth-982 genoemd, en verschilt met Earth-616 (de continuïteit waarin de meeste Marvel strips zich afspelen) op een paar punten.
- Cassandra Lang is lid van de nieuwe Avengers onder de naam Stinger.
- Jessica Drew kreeg in deze continuïteit nooit haar krachten terug.
- May Parker, de dochter van Peter Parker en Mary Jane Watson die tijdens de Clone Saga werd gestolen, werd door Kaine naar haar ouders teruggebracht.
- Scott Lang is nog in leven en was zelfs nog een tijdje Ant-Man tot aan zijn pensioen.
- De gebeurtenissen uit “Avengers Disassembled”, House of M en Civil War hebben nooit plaatsgevonden.
- De originele Avengers zijn uit elkaar gegaan na een gevecht met hun kwaadaardige dubbelgangers uit een parallel universum, waarbij enkele Avengers (waaronder Henry Pym) de dood vonden.
- De dood van Tante May die werd getoond in The Amazing Spider-Man #400 is in de MC2 continuïteit wel van toepassing. In Earth-616 bleek deze May achteraf een dubbelgangster te zijn van de echte Tante May.
- Thor heeft nooit de Ragnarok Cyclus doorbroken en daarbij Asgard verwoest. Derhalve bestaat Asgard nog en regeert Thor hier nu over zoals zijn vader voor hem.
- Wonder Mans dood in Force Works #1 is in MC2 wel van toepassing.

### Enkele delen
- What If (volume 2) #105 (Marvel Comics, februari 1998)
- Spider-Girl #0-100, (Marvel Comics, oktober 1998 - juli 2006)
  - Spider-Girl #½ (Marvel Comics/Wizard Entertainment, 1999)
  - Spider-Girl Annual 1999 (Marvel Comics, 1999)
- A-Next #1-12 (Marvel Comics, October 1998 - september 1999)
- J2 #1-12 (Marvel Comics, October 1998 - september 1999)
- Fantastic Five #1-5 (Marvel Comics, oktober 1999 - February 2000)
- Wild Thing #1-5 (Marvel Comics, oktober 1999 - February 2000)
  - Wild Thing #0 (Marvel Comics/Wizard Entertainment, 1999)
- Spider-Girl presents The Buzz #1-3 (Marvel Comics, juli 2000 - september 2000)
- DarkDevil #1-3 (Marvel Comics, november 2000 - januari 2001)
- Last Hero Standing #1-5 (Marvel Comics, juni 2005)
- Last Planet Standing #1-5 (Marvel Comics, juli 2006)
- Amazing Spider-Girl #0- (ongoing) (Marvel Comics, oktober 2006 - ongoing)
- Avengers Next #1-5 (Marvel Comics, november 2006 - January 2007)- current bi-weekly mini-series

### Herdrukken

#### Trade paperbacks
- Spider-Girl (Marvel Comics, August 2001; ISBN 0-7851-0815-7, herdruk van Spider-Girl #0-8)
- Last Hero Standing (Marvel Comics, October 2005; ISBN 0-7851-1823-3, herdruk van Last Hero Standing #1-5)
- Last Planet Standing (Marvel Comics, October 2006; ISBN, herdruk van Last Planet Standing #1-5)

#### Digests
- Spider-Girl Vol. 1: Legacy (Marvel Comics, april 2004; ISBN 0-7851-1441-6, herdruk van Spider-Girl #0-5)
- Spider-Girl Vol. 2: Like Father Like Daughter (Marvel Comics, december 2004; ISBN 0-7851-1657-5, herdruk van Spider-Girl #6-11)
- Spider-Girl Vol. 3: Avenging Allies (Marvel Comics, april 2005; ISBN 0-7851-1658-3, herdruk van Spider-Girl #12-16 and Spider-Girl Annual 1999)
- Spider-Girl Vol. 4: Turning Point (Marvel Comics, september 2005; ISBN 0-7851-1871-3, herdruk van Spider-Girl #17-21 and #½)
- Spider-Girl Vol. 5: Endgame (Marvel Comics, januari 2006; ISBN 0-7851-2034-3, herdruk van Spider-Girl #22-27)
- Spider-Girl Vol. 6: Too Many Spiders! (Marvel Comics, juni 2006; ISBN 0-7851-2156-0, herdruk van Spider-Girl #28-33)
- Spider-Girl Vol. 7: Betrayed (Marvel Comics, oktober 2006; ISBN 0-7851-2157-9, herdruk van Spider-Girl #34-38, 51)
- Spider-Girl Vol. 8: Duty Calls (Marvel Comics, april 2007; ISBN 0-7851-2495-0, herdruk van Spider-Girl #39-44)
- Spider-Girl Presents A-Next Vol. 1: Second Coming (Marvel Comics, August 2006; ISBN 0-7851-2131-5, herdruk van A-Next #1-6)
- Spider-Girl Presents Fantastic Five Vol. 1: In Search of Doom (Marvel Comics, september 2006, ISBN 0-7851-2132-3, herdruk van Fantastic Five #1-5
- Spider-Girl Presents Juggernaut Jr. Vol. 1: Secrets and Lies (Marvel Comics, maart 2006; ISBN 0-7851-2047-5, herdruk van J2 #1-6)